# Cissampelos andromorpha
Cissampelos andromorpha är en tvåhjärtbladig växtart som beskrevs av Dc.. Cissampelos andromorpha ingår i släktet Cissampelos och familjen Menispermaceae. Inga underarter finns listade i Catalogue of Life.